# Jamie Chung
Jamie Ji-Lynn Chung (São Francisco, 10 de abril de 1983) é uma atriz norte-americana de cinema e televisão, de ascendência coreana.
Começou a carreira no programa The Real World. Ela teve pequenos trabalhos em filmes e na televisão, primeiro como Cordy Han na série Days of our Lives, fez uma participação especial em I Pronunce You Chuck and Larry como empregada de um restaurante, bem como em alguns episódios de CSI: NY e Veronica Mars. Participa da série Once Upon a Time interpretando Mulan. Interpreta a personagem Channing na série de televisão Believe da NBC. É casada com o ator Bryan Greenberg.

## Começo
Chung foi um membro do elenco de The Real World: San Diego, da 14.ª temporada do reality show da MTV The Real World, que foi ao ar em 2004. Na época, em que Chung foi selecionada para estar em The Real World: San Diego, ela foi descrita pela MTV como uma estudante e trabalhadora, que trabalhava em dois empregos para pagar suas contas, mas que também gostava de festas. Ela foi descrita por seus amigos como não ter "bom gosto" para escolher homens.
Seis meses após Chung de seus colegas terem deixado a casa de The Real World, eles apareceram para discutir suas experiências durante o tempo que estavam no show, em 2 Punk Rock 4 This: The Real World: San Diego, que estreou em 09 de julho de 2004, e foi organizado por Vanessa Minnillo.
Depois de aparecer em The Real World, Chung apareceu no spin-off do reality show, Real World/Road Rules Challenge,Como membro do elenco na temporada de 2005, Real World/Road Rules Challenge: The Inferno II, ela era membro da equipe "Good Guys" que eram contra a equipe "Asses Bad". Até o final da temporada, depois de muitos participantes terem sido eleminados durante a competição, Chung permaneceu, junto com seus companheiros da equipe "Good Guys", Landon Lueck e Mike Mizanin. Chung e seus companheiros foram vitoriosos contra os restantes membros da "Asses Bad" no evento final, e venceu a competição. Ela também participou do filme da Disney Programa de Proteção para Princesas atuando ao lado de Selena Gomez e Demi Lovato.

## Carreira no cinema
Depois de passar por The Real World, Jamie Chung já participou de séries como Veronica Mars, CSI: NY e da série de televisão da ABC, Grey's Anatomy. Ela foi escolhido para o live-action de Dragonball Evolution um dos maiores fracassos do cinema. Ela já trabalhou em filmes de Disney, Princess Protection Program e do filme de terror Sorority Row. Ele também participou em 2008 na série Samurai Girl como protagonista Heaven, uma série de seis capítulos, onde uma menina de 19 descobre que seu pai é o líder de um clã yakuza. Em 2010 torna-se filha de Rob Schneider em Grown Ups. Em 2011, atua como o Amber em Sucker Punch. No mesmo ano, atua como Lauren no filme The Hangover 2 e em 2013 retorna em The Hangover Part III.

## Filmografia
| Ano  | Título                                               | Papel                  | Notas                |
| ---- | ---------------------------------------------------- | ---------------------- | -------------------- |
| 2004 | 2 Punk Rock 4 This: The Real World San Diego Reunion | Ela mesma              | Filme para televisão |
| 2007 | Katrina                                              | Ella                   | Filme para televisão |
| 2007 | I Now Pronounce You Chuck and Larry                  | Hooters Girl           |                      |
| 2009 | Princess Protection Program                          | Chelsea Barnes         | Filme para televisão |
| 2009 | Dragonball Evolution                                 | Chi-Chi                | Papel principal      |
| 2009 | Sorority Row                                         | Claire                 |                      |
| 2010 | Burning Palms                                        | Ginny Bai              |                      |
| 2010 | Grown Ups                                            | Amber Hilliard         |                      |
| 2011 | Sucker Punch                                         | Amber                  | Papel principal      |
| 2011 | The Hangover 2                                       | Lauren                 | Noiva de Stu         |
| 2012 | Premium Rush                                         | Nima                   | Papel Principal      |
| 2012 | Eden                                                 | Eden                   | Papel Principal      |
| 2012 | O Homem com os Punhos de Ferro                       | Lady Silk              |                      |
| 2013 | Sin City: A Dame to Kill For                         | Miho                   |                      |
| 2014 | Big Hero 6                                           | GoGo Tomago (dublagem) |                      |
| 2015 | A Year and Change                                    | Pam                    |                      |

## Televisão
| Ano       | Título original                 | Título no Brasil    | Papel                   | Notas                                                            |
| --------- | ------------------------------- | ------------------- | ----------------------- | ---------------------------------------------------------------- |
| 2004      | The Real World                  |                     | Ela mesma               |                                                                  |
| 2005      | Real World/Road Rules Challenge |                     | Ela mesma               | The Inferno II: Never Ending Climb                               |
| 2006      | Veronica Mars                   | Veronica Mars       | Garota Flertando        | Nono episódio da terceira temporada " Spit & Eggs"               |
| 2007      | ER                              | Plantão Médico      | Jin Kim                 | Quinto episódio da décima quarta temporada "Under the Influence" |
| 2007      | Days of Our Lives               |                     | Cordy Han / Cordy       | 10 episódios                                                     |
| 2007      | CSI: NY                         | C. S. I.: Nova York | Misty                   | Nono episódio da quarta temporada "One Wedding and a Funeral "   |
| 2007-2008 | Greek                           | Greek               | The Tri-Pi Sister/Siena | 3 episódios                                                      |
| 2008      | Samurai Girl                    |                     | Heaven Kogo             | 6 episódios - Principal                                          |
| 2009      | Up Close with Carrie Keagan     |                     | 2 episódios             | Ela mesma                                                        |
| 2009      | Castle                          |                     | Romy Lee                | 1 episódio                                                       |
| 2010      | Grey's Anatomy                  | Grey's Anatomy      | Trina Paiz              | Décimo episódio da sétima temporada. "Adrift and at Peace "      |
| 2012      | Once Upon a Time                | Once Upon a Time    | Mulan                   | Segunda temporada, personagem recorrente                         |
| 2014      | Believe                         | Believe             | Channing                | Primeira temporada, personagem recorrente                        |
| 2015      | Resident Advisors               |                     |                         | Websérie                                                         |
| 2016      | Gotham                          | Gotham              | Valerie Vale            | 3° Temporada, 6 Episodios                                        |
| 2017      | The Gifted                      | The Gifted          | Clarice Fong / Blink    |                                                                  |

## Outros
| Ano  | Título                                    | Papel             | Notas      | IMDB |
| ---- | ----------------------------------------- | ----------------- | ---------- | ---- |
| 2009 | Command & Conquer: Red Alert 3 - Uprising | Cmdr. Takara Sato | Video Game | IMDB |